# هنکی پنکی (کوکتل)
هنکی پنکی یک کوکتل ساخته شده از جین، ورموت شیرین و فرنت برانکا است. این کوکتل نوعی از مارتینی یا مارتینز است که توسط فرنت-برانکا، یک غذای تلخ ایتالیایی متمایز شده شناخته شده است. این کوکتل توسط آدا کولی کلمن، مدیر بارمن در هتل ساووی لندن ساخته شده است.

## دستور عمل ساخت

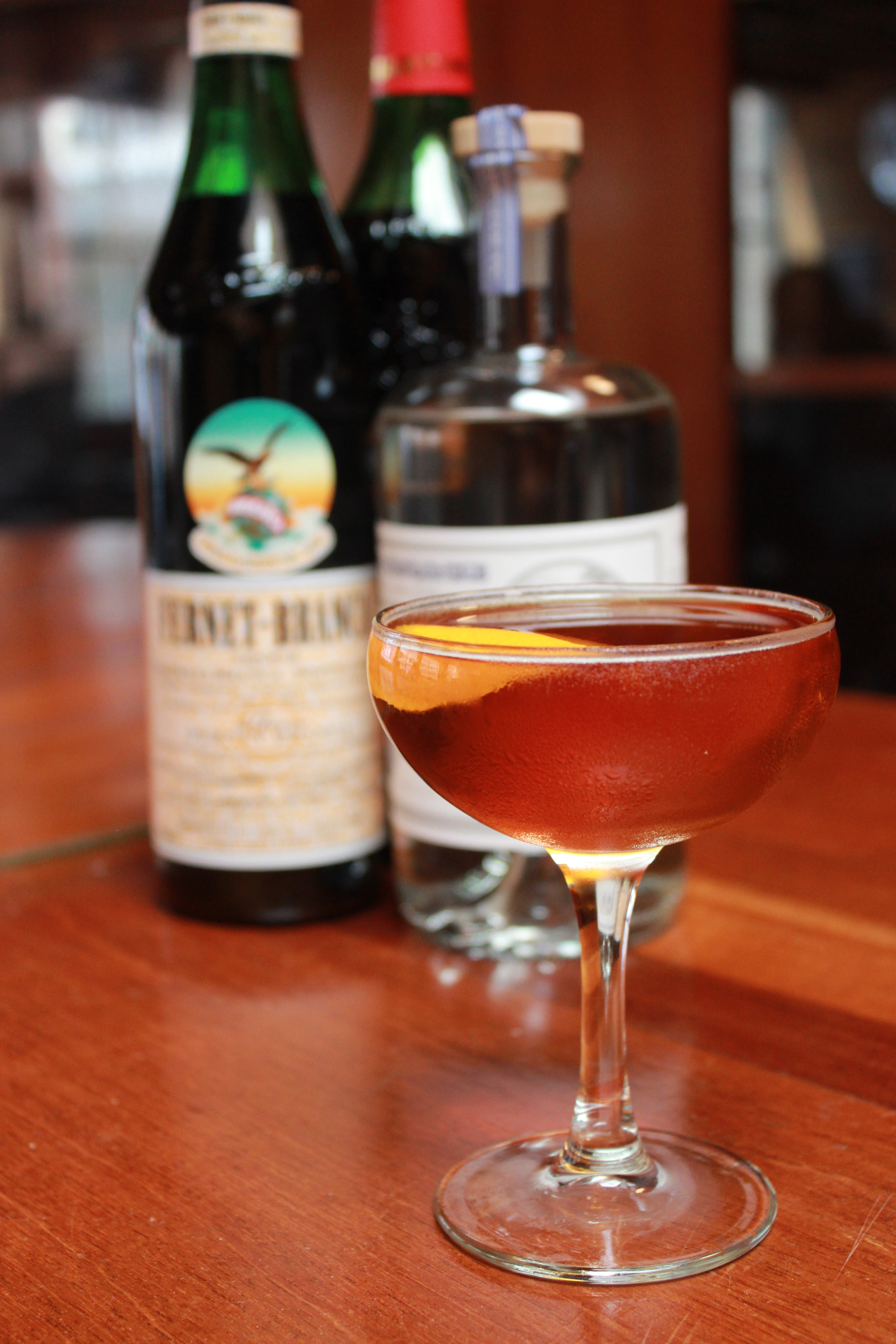
یک کوکتل هنکی پنکی با مواد تشکیل دهنده آن

دستور درست کردن این کوکتل در کتاب هتل ساووی هری کرادوک گنجانده شد.
مواد را در کوکتل شیکر یخ بریزید:
- ۱⁄۲ (۱۱⁄۲ اونس) ورموت ایتالیایی
- ۱⁄۲ (۱۱⁄۲ اونس) جین خیس
- ۲ قاشق فرنت-برانکا

هم بزنید
در یک لیوان کوکتل (۴ اونسی) صاف کنید.
روی آن را با پوست پرتقال تزئین کنید.
هنکی پنکی نوعی از مارتینی شیرین است، زیرا به جین و ورموت شیرین نیاز دارد، اما ماده مخفی کولی که نوشیدنی را متمایز می‌کرد فرنت-برانکا بود.